# Сумское высшее артиллерийское командное училище

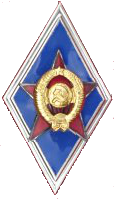
Нагрудный знак,
ВС СССР,
за окончание военно-учебного заведения — высших военных училищ и военных институтов.

Сумско́е вы́сшее артиллери́йское кома́ндное два́жды Краснознамённое учи́лище и́мени М. В. Фру́нзе (СВАКДКУ. Варианты: СВАКУ, Сумское ВАКУ, укр. Сумське вище артилерійське командне двічі Червонопрапорне училище імені М. В. Фрунзе) — российское, советское и затем украинское военное училище в 1899—2007 годах.
Уходит своими корнями в 1918 год, когда на базе Сумского кадетского корпуса приказом комиссара Главного управления военно-учебных заведений (ГУВУЗ) № 367 от 14 декабря 1918 года были созданы 3-и пехотные Московские курсы. Они положили начало существованию Сумской артиллерийской школы (в последующем артиллерийского училища, высшего артиллерийского командного училища, института РВиА). Первым начальником курсов являлся Панкратов Д. Н., первым комиссаром — Нефёдов Н. М. Назначение они получили до издания приказа № 367 и к формированию приступили 1 декабря 1918 года. Этот день ежегодно отмечался как День училища.

## История
Сумский кадетский корпус был одним из самых молодых в Российской империи. Он был основан 28 декабря 1899 года постановлением Военного совета Русской императорской армии. Открыт 03.01.1900 г. Возникновением Сумский кадетский корпус во многом обязан сумчанам — сахарозаводчикам Ивану Герасимовичу Харитоненко и его сыну Павлу Ивановичу, которые безвозмездно предоставили Военному ведомству 50 десятин земли и 500 000 рублей на постройку в Сумах кадетского корпуса.
Последним директором Сумского кадетского корпуса с 1905 по 1918 год был генерал-лейтенант А. М. Саранчов.
В начале 1918 года Сумский кадетский корпус был закрыт советской властью, уничтожавшей все институты старой, царской армии, в том числе все кадетские корпуса. При власти гетмана П. П. Скоропадского летом 1918 года корпус был восстановлен как «гетманский», но с падением гетманской власти и установлении власти большевиков закрыт окончательно.
Со временем строения, жилые помещения, вся база Сумского кадетского корпуса были использованы при размещении пехотных командных курсов, школы Красной армии, а в последующем Сумского артиллерийского училища, института.
14.02.1918 г., в помещении бывшей 3-й Московской школы прапорщиков, были открыты 3-и Советские Московские пехотные командные курсы РККА.
В марте 1919 года курсы переводят в Уральск, где они переименовываются в «1-е Уральские курсы красных командиров»;
с 10.6.1919 г. — «11-е Черкасские пехотные курсы»;
с 12.01.1920 г. — «5-е Петроградские Советские пехотные курсы»;
с 26.3.1920 г. — «Полтавские пехотные Советские командные курсы»;
с 29.6.1920 г. — «29-е пехотные Полтавские Советские курсы»;
с 19.3.1921 г. — «14-я пехотная Полтавская школа командного состава».
На протяжении 3-х лет, начиная с 1918 г., курсанты этих курсов принимали активное участие в гражданской войне на стороне большевиков.
До перевода пехотной школы в Сумы здание кадетского корпуса последовательно занималось различными военными учреждениями и учебными заведениями.
Приказом Реввоенсовета СССР от 10.6.1925 г. Полтавская пехотная школа была переведена в г. Сумы, получив наименование «Сумская пехотная школа».
С осени 1925 г. школа стала именоваться Сумской пехотной школой имени М. В. Фрунзе. За время существования пехотной школы (курсов) из её стен вышло около тысячи командиров, более 100 из которых стали генералами.
Приказом РВС СССР № 384/67 от 23.7.1927 г. Сумская пехотная школа имени М. В. Фрунзе была переформирована в артиллерийскую школу. Первым начальником артиллерийской школы стал Козловский В. Н. (1927—1928).
Формирование Сумской артиллерийской школы началось с 01.8.1927 г., и уже с 6 октября того же года начались плановые занятия по подготовке командиров-артиллеристов.
В 1936 г. был произведён первый выпуск с присвоением выпускникам звания лейтенант. Этот выпуск по успеваемости и результатам государственных экзаменов занял первое место среди артиллерийских школ СССР.
За период с 1928 г. по 1936 г. в Сумской артиллерийской школе было произведено 17 выпусков, в артиллерийские части направлено 1271 командиров-артиллеристов.
С 16.3.1937 г. артиллерийская школа получила название «Сумское артиллерийское училище имени М. В. Фрунзе».
С 01.10.1938 г. училище перешло на новый штат четырёхдивизионного состава с количеством курсантов 1200 человек.
В 1938 г. во время боёв с японскими милитаристами у высоты Заозёрной (42°26,79′ с. ш. 130°35,67′ в. д.) особенно отличилась батарея 45-мм пушек под командованием лейтенанта Лазарева И. Р., окончившего Сумскую артиллерийскую школу в 1936 г. Когда наши пехотинцы, атаковавшие высоту, залегли под сильным артиллерийским и пулемётным огнём японцев, лейтенант Лазарев И. Р. выкатил орудие вперёд и прямой наводкой открыл огонь по врагу. Он лично заменил убитого наводчика и, будучи раненым, продолжал управлять огнём. Указом Президиума Верховного Совета СССР от 25.10.1938 г. лейтенанту Лазареву И. Р. было присвоено звание Героя Советского Союза. Он являлся первым выпускником училища и первым советским артиллеристом, получившим эту награду.
В довоенные годы, с образованием артиллерийского училища, в период с 1937 г. по 1941 год было произведено 10 выпусков.
С началом Великой Отечественной войны многие командиры были направлены в действующую армию. Тогда же начался ускоренный выпуск командиров-артиллеристов.
В конце августа 1941 г. для усиления войск 40-й армии Юго-Западного фронта и прикрытия направления ст. Ворожба — г. Сумы по приказу командующего войсками Харьковского военного округа был сформирован отряд особого назначения, в состав которого входило и Сумское артиллерийское училище.
Около 2-х месяцев отряд принимал участие в ожесточённых боях за населённые пункты Ворожба, Белополье, Путивль, Волокитино, Софановка, Бурынь, Бондари, Михайловка.
Действуя в составе отряда, Сумское артиллерийское училище в ходе упорных боёв понесло большие потери в личном составе и боевой технике. Но, несмотря на это, оно сохранило боеспособность, что дало возможность военному командованию принять решение о выводе училища из боя для последующей передислокации вглубь страны с целью продолжения подготовки офицерских кадров для артиллерийских частей и подразделений.
Участие училища в боях с немецко-фашистскими захватчиками было непродолжительным, но и за этот короткий период командиры и курсанты показали высокие морально-боевые качества: верность воинскому долгу, бесстрашие и героизм в борьбе с врагом.
Многие командиры и курсанты училища за мужество и героизм, проявленные в боях с немецко-фашистскими захватчиками в первые месяцы войны, награждены орденами и медалями.
03.11.1941 г. приказом командующего 40-й армии отряд особого назначения был расформирован, весь личный состав отряда откомандирован в свои училища.
23.11.1941 г. весь личный состав училища, участвовавший в боях, двумя эшелонами убыл к новому месту дислокации. 12.12.1941 г. училище прибыло в г. Ачинск Красноярского края, где находилось до 21.6.1944 г.
За время пребывания училища в Ачинске было произведено 11 выпусков командиров взводов и 3 выпуска политработников. Выпускники сразу же направлялись на фронт, в действующую армию.
За выдающиеся успехи в подготовке офицерских кадров для артиллерийских частей и боевые заслуги перед Родиной Указом Президиума Верховного Совета СССР от 30.11.1943 г. Сумское артиллерийское училище было награждено орденом Красного Знамени и стало именоваться «Сумское Краснознаменное артиллерийское училище имени М. В. Фрунзе». Орден вручил командующий СибВО Н. В. Медведев.
После освобождения г. Сумы от немецко-фашистских войск Сумское артиллерийское училище 12.7.1944 г. вернулось в г. Сумы из Ачинска. В июле 1945 г. училище произвело 44-й (первый послевоенный) выпуск.
В течение 1951—1960 гг. на территории Сумского артиллерийского училища находилось Сумское военно-техническое училище войск ПВО страны (открытое наименование — войсковая часть 71542). В 1960 г. оно было переведено в г. Орджоникидзе.
За героизм и мужество, проявленное в боях с немецко-фашистскими захватчиками, тысячи офицеров, окончившие Сумское училище, были награждены орденами и медалями. 53 из них стали Героями Советского Союза, а генерал-полковники Петров В. С. и Кравченко А. Г. удостоены этого звания дважды. Генерал-полковник Вотинцев Ю. В. и генерал-лейтенант Коломиец М. М. стали Героями Социалистического Труда.
В 1951 г. в училище была учреждена доска Почёта, на которую приказом Командующего войсками Киевского военного округа, а затем Министра обороны заносились курсанты, отлично окончившие училище.
В послевоенное время училище совершенствовало подготовку офицеров, улучшало учебно-материальную базу, было высококлассной кузницей артиллерийских кадров.
Директивой Генерального штаба от 16.5.1957 г. Сумское артиллерийское училище реорганизовано в артиллерийско-техническое и с 01.10.1957 г. стало именоваться «Сумское артиллерийско-техническое училище имени М. В. Фрунзе».
В октябре 1966 г. приказом Министра обороны СССР училище было переименовано в «Сумское артиллерийское Краснознаменное училище имени М. В. Фрунзе».
Указом Президиума Верховного Совета СССР от 22.02.1968 г. за выдающиеся заслуги в деле подготовки офицерских кадров училище было награждено вторым орденом Красного Знамени. 10.3.1968 г. орден училищу вручил командующий ракетными войсками и артиллерией Сухопутных войск Маршал артиллерии Казаков К. П.
С 17 июля 1968 года училище стало именоваться «Сумское высшее артиллерийское командное дважды Краснознаменное училище имени М. В. Фрунзе».
Все последующие годы училище продолжало подготовку первоклассных офицеров-артиллеристов и совершенствовало учебно-материальную базу.

Начальник училища генерал-майор артиллерии Морозов А. П. вручает дипломы выпускникам. 1981 год.

С 1973 года основной упор в подготовке офицеров-артиллеристов был сделан на изучение устройства, ремонта и боевого применения самоходной артиллерии. Это было единственное училище из общего числа шести командных артиллерийских в СССР, готовившее артиллеристов-самоходчиков. Деления на факультеты в училище не было, поэтому все курсанты обучались по единой программе.
Помимо артсистем прицепной артиллерии в училище изучались САУ: 2С1 «Гвоздика», 2С3 «Акация», 2С4 «Тюльпан», 2С5 «Гиацинт-С», 2С7 «Пион» и машины комплекса управления огнём самоходной артиллерии 1В12"Машина-С": 1В13 (КМСОБ), 1В14 (КМКБ), 1В15 (КМКД), 1В16 (КШМД).
Многие выпускники Сумского артиллерийского училища выполняли интернациональный долг в различных регионах мира.
В 1991 году на территории Украины находилось более 30 военных училищ, на содержание которых денег в украинском бюджете изначально не было. По этой причине Постановлением Кабинета министров Украины в 1992 году Сумское высшее артиллерийское командное дважды Краснознаменное училище имени М. В. Фрунзе было ликвидировано. В 1994 году на базе училища Постановлением КМ был создан Военный артиллерийский факультет при Сумском государственном университете, который в 1995 г. был реорганизован в Военный институт артиллерии при Сумском государственном университете.
С 17.02.2000 г. институт именовался «Военный дважды Краснознаменный институт артиллерии имени Б. Хмельницкого при Сумском государственном университете», а с 31.3.2003 г. по 28.9.2007 г. — «Военный дважды Краснознаменный институт ракетных войск и артиллерии имени Б. Хмельницкого Сумского государственного университета».
23.6.2007 г. состоялся последний, 110-й выпуск офицеров Сумского Военного дважды Краснознаменного института ракетных войск и артиллерии имени Б. Хмельницкого Сумского государственного университета, учебное заведение было расформировано и курсанты переведены в Академию сухопутных войск (г. Львов).
За годы своего существования из его стен вышло около 30 тысяч командиров офицеров-артиллеристов, более 250 человек стали генералами.
Юридическим правопреемником назначен Научный центр боевого применения ракетных войск и артиллерии Сумского государственного университета, который в настоящее время остается продолжателем дела развития артиллерийской науки в стенах бывшего училища (института).
Кроме того, на территории училища (института) размещаются: 27 реактивный артиллерийский полк (с 2008 г.), кафедра военной подготовки Сумского государственного университета, «Сумской лицей с усиленной военно-физической подготовкой имени И. Г. Харитоненко». 8 сентября 2011 года учебное заведение получило название «Государственный лицей-интернат с усиленной военно-физической подготовкой „Кадетский корпус“ имени И. Г. Харитоненко».
На сегодняшний день Кадетским корпусом руководит генерал-майор Свидлов Юрий Иванович, кандидат военных наук, доцент, участник боевых действий в Афганистане. Награждён многими наградами, в том числе: орденом Красной Звезды, орденом Богдана Хмельницкого ІІІ степени, орденом «За заслуги» ІІІ степени. Выпускник Сумского ВАКУ им. Фрунзе 1982 года. В 1992 году окончил командный факультет Военной артиллерийской академии имени М. И. Калинина в Ленинграде, в 2011 — магистратуру Сумского областного института последипломного педагогического образования.
Одним из ключевых элементов воссоздания Сумского кадетского корпуса в 2011 году является восстановление домовой Церкви Святого апостола и евангелиста Иоанна Богослова.
Сегодня Кадетский корпус является государственным общеобразовательным учебным заведением ІІІ ступени с профильным обучением и допрофессиональной подготовкой, осуществляет учебную деятельность ІІ ступени, начиная с 8 класса.
Учебное заведение в цифрах по состоянию на 1 сентября 2013 года:
- Количество кадет — 620.
- Офицеров — 33.
- Педагогических работников — 103, из них:
- кандидаты наук — 6;
- доценты — 5;
- учитель-методист — 2;
- старший учитель — 7;
- старший воспитатель — 2;
- учитель высшей категории — 16;
- учитель первой категории — 7;
- учитель второй категории — 22;
- воспитателей — 13.

Все офицеры Кадетского корпуса имеют высшее педагогическое образование с образовательно-квалификационным уровнем «магистр».
Кадеты ежегодно принимают участие и становятся четыре года подряд победителями Международных военно-спортивных соревнований ВПО «Поколение» (город Белгород, Российская Федерация) и победителями и призёрами Всеукраинских спартакиад по военно-прикладным видам спорта. За 5 лет в Сумском кадетском корпусе подготовлено: 5 мастеров спорта Украины по панкратиону, дзюдо, самбо и семиборья, в том числе 2 чемпиона мира по панкратиону, 52 кандидата в мастера спорта Украины по панкратиону и 158 кадет получили первые спортивные разряды по разным видам спорта.
В канун 68-й годовщины Победы в Великой Отечественной войне 1941—1945 годов 7 мая 2013 года в Кадетском корпусе открыт обновленный «Музей истории учебного заведения», в котором проводятся тематические воспитательные часы военно-патриотической направленности.

## Начальники училища

### Сумской кадетский корпус
- 1900—1905 — генерал-лейтенант Кублицкий-Пиотух, Лев Иосифович
- 1905—1919 — генерал-лейтенант Саранчов, Андрей Михайлович
- 2007—н. в. — генерал-майор Свидлов, Юрий Иванович

### Пехотные курсы
- 1918—1919 — Панкратов Д. Н.
- 1919—1920 — Клауз Л. П.
- 1920—1921 — Залевский В. С.
- 1921—1922 — Крузе А. Я.
- 1922—1925 — Сальников И. П.

### Сумская пехотная школа
- 1925—1927 — Савченко М. В.

### Сумская артиллерийская школа, училище, институт
- 1927—1928 — Козловский В. Н.
- 1928—1932 — Соколов М. И.
- 1932—1936 — комбриг Тихонов В. Г.
- 1936—1938 — полковник Богомолов И. В.
- 1938—1942 — полковник Иванов В. А.
- 1942—1945 — генерал-лейтенант артиллерии Дульщиков Л. И.
- 1945—1946 — генерал-майор артиллерии Солодченко И. Г.
- 1946—1948 — генерал-майор артиллерии Зыков И. Н.
- 1948—1952 — генерал-майор артиллерии Великолепов Н. Н.
- 1952—1958 — генерал-майор артиллерии Давыдов А. К.
- 1958—1960 — генерал-майор ИТС Парицкий И. Г.
- 1960—1964 — генерал-майор артиллерии Ивасик А. Н.
- 1964—1973 — генерал-майор артиллерии Виноградов А. Я.
- 1973 — 14.10.1987 — генерал-лейтенант артиллерии Морозов А. П.
- 14.10.1987 — 28.11.1991 — генерал-майор артиллерии Затонский В. Н.
- 15.11.1991 — 04.5.1992 — полковник Шумеев В. И.
- 04.5.1992 — 18.02.2005 — генерал-лейтенант Колесников В. А.
- 18.02.2005 — 16.5.2005 — полковник Кривошеев А. М. (ВРИО)
- 16.5.2005 — 04.11.2005 — полковник Пушкарев Ю. И. (ВРИО)
- 05.4.2007 — 27.9.2007 — полковник Исмаилов В. Ш. (ВРИО)
- 04.11.2005 — 28.9.2007 — полковник Свидлов Ю. И.

## Герои Советского Союза, Социалистического Труда — выпускники училища

### Дважды Герои Советского Союза
- Генерал-полковник танковых войск Кравченко, Андрей Григорьевич (30.11.1899 — 18.10.1963)
- Генерал-полковник артиллерии Петров, Василий Степанович (5.03.1922 — 15.04.2003)

### Герои Советского Союза
- Капитан Алтухов, Иван Филиппович (8.07.1920 — 1994)
- Полковник Анохин, Сергей Григорьевич (7.10.1908 — 18.05.1982)
- Майор Афанасьев, Алексей Афанасьевич (1899 — 9.12.1943) — (1923—1925 гг.)
- Полковник Борисенко, Владимир Александрович (25.01.1912 — 14.04.1993)
- Подполковник Броницкий, Юлиан Марьянович (28.02.1909 — 15.01.1944)
- Генерал армии Ватутин, Николай Фёдорович (16.12.1901 — 15.04.1944)
- Капитан Винник, Юрий Михайлович (10.05.1923 — 27.05.1995)
- Генерал-майор Витрук, Андрей Никифорович (8.07.1902 — 3.07.1946)
- Полковник Вовк, Михаил Павлович (21.11.1917 — 18.02.1989)
- Майор Войцехович, Василий Александрович (5.01.1913 — 21.04.1987)
- Капитан Волков, Павел Степанович (1919 — 30.4.1945)
- Лейтенант Габов, Евгений Григорьевич (26.10.1922 — 23.07.2001)
- Ст. лейтенант Галецкий, Анатолий Кузьмич (3.07.1923 — 25.04.1981)
- Генерал-майор авиации Гетьман, Семён Григорьевич (28.01.1903 — 30.08.1985)
- Ст. лейтенант Громницкий, Григорий Михайлович (17.11.1929 — 24.10.1956)
- Подполковник Денисенко, Сергей Петрович (14.01.1921 — 1.12.1961)
- Генерал-майор Денисенко, Михаил Иванович (24.07.1899 — 7.04.1949)
- Капитан Долбешкин, Пётр Лукич (8.10.1912 — 3.10.1943)
- Полковник Елкин, Василий Дмитриевич (5.06.1918 — 16.01.2001)
- Полковник Ефимов, Константин Александрович (18.04.1906 — 4.11.1948)
- Полковник Жагала, Виктор Макарович (20.08.1911 — 18.02.1987) — (1932 г.в.)
- Генерал-майор танковых войск Зинькович, Митрофан Иванович (27.06.1900 — 24.09.1943)
- Полковник Иванов, Михаил Фёдорович (12.06.1912 — 6.09.1988)
- Лейтенант Исаков, Иван Иванович (10.05.1923 — 29.11.1991)
- Ст. лейтенант Каратаев, Илья Васильевич (5.08.1922 — 17.10.1944)
- Генерал-майор артиллерии Кузьмин, Сергей Евдокимович (14.07.1910 — 28.09.1975)
- Майор Коваль, Александр Моисеевич (3.06.1913 — 26.02.2005)
- Кулиев, Аббас Шахбазович (15.09.1916 — 30.12.1998)
- Капитан Лазарев, Иван Романович (12.12.1908 — 24.09.1941)
- Подполковник Лещенко, Николай Павлович (23.02.1923 — 1990)
- Генерал-майор артиллерии Макарычев, Михаил Иванович (2.06.1919 — 16.06.1991)
- Ст. Лейтенант Материенко, Николай Филиппович (1922 — 22.07.1944)
- Майор Молочников, Николай Моисеевич (23.12.1924 — 25.11.1982)
- Ст. лейтенант Морозов, Михаил Ильич (24.01.1922 — 18.11.1943 пропал без вести)
- Подполковник Никольчук, Николай Леонтьевич (6.12.1919 — 10.10.1976)
- Подполковник Подзигун, Владимир Филиппович (11.4.1923 — 28.4.2001)
- Подполковник Поддубный, Алексей Павлович (10.03.1907 — 1.10.1986)
- Майор Радченко, Василий Иванович (22.03.1913 — 4.02.1983)
- Подполковник Родионов, Сергей Иванович (11.09.1920 — 9.12.1989)
- Полковник Сердюк, Григорий Михайлович (2.02.1920 — 1804.2000)
- Генерал-майор артиллерии Сидоренко, Пётр Иванович (28.11.1907 — 7.01.1985)
- Капитан Терезов, Евгений Матвеевич (4.10.1917 — 13.08.1943)
- Генерал-майор Трубачёв, Василий Алексеевич (1.01.1902 — 1.06.1964)
- Полковник Трушковский, Сергей Михайлович (9.09.1907 — 28.09.1975)
- Полковник Толстой, Иван Федосеевич (3.08.1920 — 17.09.1982)
- Майор Цыбенко, Иван Семёнович (20.01.1918 — 25.04.2001)
- Генерал-полковник Шафранов, Пётр Григорьевич (9.01.1901 — 4.11.1972)
- Генерал-майор Шепетов, Иван Михайлович (11.07.1902 — 21.05.1943)
- Майор Шпилько, Павел Иванович (30.08.1912 — 24.03.1968)
- Майор Яковлев, Алексей Трофимович (7.03.1920 — 18.02.1944)
- Майор Янков, Николай Павлович (6.12.1918 — 22.10.1953)
- Лейтенант Беневоленский, Алексей Павлович (3.01.1924 — 25.01.1980)

### Герои Социалистического Труда
- Генерал-полковник Вотинцев, Юрий Всеволодович (23.10.1919 — 11.2005)
- Генерал-лейтенант Коломиец, Михаил Маркович (1.11.1918 — 6.08.2010)

## Герои других государств
- Генерал-полковник Монгольской Народной Армии Буточийн Цог (1912—1989)
- Давидович, Анатолий Николаевич (1965—1992) — майор, Национальный Герой Азербайджана (1992, посмертно)
- Полковник Алексеев Александр Андреевич (1975-нв) Орден Героя Афганистана 1.степени. Указ президента ДРА. № 1059 от 8.12.1988 г. Начальник РВ и А Корпуса Гвардии Особого Назначения Президента Афганистана.